# Rainer Beck (Historiker)
Rainer Beck (* 1950) ist ein deutscher Historiker.

## Leben
1978 erwarb er den Magister Artium in Bayerischer Geschichte, Neuerer Geschichte und Volkswirtschaftslehre an der Ludwig-Maximilians-Universität München. Von 1979 bis 1982 war er Mitarbeiter des DFG Schwerpunktprogrammes „Wandel der Familienstrukturen, der Geschlechts- und Generationsprobleme seit dem 18. Jahrhundert“; später des „Arbeitskreises für Familiengeschichte“ sowie des „Arbeitskreises Historische Anthropologie“. Von 1984 bis 1985 war er freier Mitarbeiter des Bayerischen Rundfunks/Fernsehens. Nach der Promotion 1986 in Neuerer Geschichte, Bayerischer Geschichte und Volkswirtschaftslehre in München und der Habilitation an der Universität Salzburg 1996 lehrte er von 1996 bis 2006 als Privatdozent in Salzburg. Von 2007 bis 2008 vertrat er die Professur für Neuere Geschichte an der Universität Konstanz. Von 2009 bis zu seinem Eintritt in den Ruhestand im Jahre 2021 vertrat er die Ergänzungsprofessur für Frühneuzeitgeschichte in Konstanz.
Seine Forschungsinteressen sind ländliche Gesellschaft der Frühen Neuzeit, Mikrogeschichte, historische Anthropologie, Hexenforschung, Gewaltgeschichte, Sexualität, Ehe und Gender, Reformationsgeschichte, Kolonialismus/Postkolonialismus, die iberische Expansion sowie Ideen- und Diskursgeschichte.

## Schriften (Auswahl)
- Naturale Ökonomie. Unterfinning: bäuerliche Wirtschaft in einem oberbayerischen Dorf des frühen 18. Jahrhunderts. München 1986, ISBN 3-422-00778-4.
- Dörfliche Gesellschaft im alten Bayern 1500–1800. München 1992, ISBN 3-927233-24-2.
- Unterfinning. Ländliche Welt vor Anbruch der Moderne. München 1993, ISBN 3-406-37756-4.
- (Hrsg.): Das Mittelalter : ein Lesebuch zur deutschen Geschichte ; 800 - 1500, 3. Auflage, München: Beck 2001, ISBN 978-3-406-45969-6.
- Ebersberg oder das Ende der Wildnis. Eine Landschaftsgeschichte. München 2003, ISBN 3-406-51000-0.
- Mäuselmacher oder die Imagination des Bösen, 2. Auflage, München : Beck 2010, ISBN 978-3-406-62187-1.